# Barbodes cataractae
Barbodes cataractae là một loài cá vây tia thuộc họ Cyprinidae.
Loài này chỉ có ở Philippines.